# Hekatomnos
Hekatomnos, död 377 f.Kr., var en karisk härskare. Han var från 392 f.Kr. karisk satrap under Perserriket, som vid den här tiden behärskade Karien. Hekatomnos var far till Mausollos och hans syster och maka Artemisia, Idrieus och Ada (också gifta syskon) och Pixodaros.
Vid Hekatomnos död ärvde Mausollos riket, men samtliga hans barn, de så kallade hekatomniderna, kom att styra Karien. Pixodaros, som störtade och fördrev Ada efter Idrieus död, försökte in i det sista försvara Halikarnassos när Alexander den store erövrade Karien 334 f.Kr. Efter Alexanders seger återinsattes Ada som härskare.